# Arctotis gumbletonii
Arctotis gumbletonii là một loài thực vật có hoa trong họ Cúc. Loài này được Hook.f. mô tả khoa học đầu tiên năm 1901.